# یندوم
یندوم (به لاتین: Yêndum) یک منطقهٔ مسکونی در جمهوری خلق چین است که در منطقه خودمختار تبت واقع شده‌است. یندوم
- نفر جمعیت دارد.